# Candy Shop
Candy Shop è un brano musicale del rapper 50 Cent estratto come secondo singolo dall'album The Massacre del 2005. 

## Descrizione
Il brano figura la partecipazione della cantante R&B Olivia, ed è stata scritta da 50 Cent e prodotta da Scott Storch. Il brano contiene un sample tratto da Ooh, I Love It (Love Break), brano della Salsoul Orchestra del 1983.
Candy Shop ha raggiunto la vetta della classifica statunitense Billboard Hot 100, diventando il terzo numero uno di 50 Cent. Il brano è stato nominato ai Grammy Awards 2006 nella categoria Miglior canzone rap, ed agli MTV Video Music Awards, come miglior video maschile.

## Tracce
CD Single
1. Candy Shop (album version)
2. Disco Inferno (album version)

CD Single UK
1. Candy Shop (album version)
2. Disco Inferno (album version)
3. Candy Shop (instrumental)

Maxi single
1. Candy Shop (album version)
2. Candy Shop (album version)
3. Candy Shop (instrumental)
4. Candy Shop (video)

## Classifiche
| Classifica (2005) | Posizione massima |
| ----------------- | ----------------- |
| Australia         | 3                 |
| Austria           | 1                 |
| Belgio            | 1                 |
| Canada            | 7                 |
| Finlandia         | 11                |
| Francia           | 8                 |
| Germania          | 1                 |
| Irlanda           | 2                 |
| Italia            | 14                |
| Nuova Zelanda     | 2                 |
| Norvegia          | 2                 |
| Paesi Bassi       | 4                 |
| Regno Unito       | 4                 |
| Svezia            | 18                |
| Svizzera          | 1                 |
| Stati Uniti       | 1                 |